# On2 Technologies
On2 Technologies, voorheen The Duck Corporation, was een klein beursgenoteerd bedrijf, opgericht in 1992 met het hoofdkantoor in Clifton Park, New York, dat videocodectechnologie ontwierp. Het was een serie videocodecs met de naam TrueMotion (inclusief TrueMotion S, TrueMotion 2, TrueMotion RT 2,0, TrueMotion VP3, 4, 5, 6, 7 en 8).
In februari 2010 werd On2 Technologies overgenomen door Google voor een geschatte $124.600.000. On2 VP8-technologie werd de kern van Google's WebM-videoformaat.